# Concierto para clarinete n.º 1 (Spohr)
El Concierto para clarinete y orquesta n.º 1, op. 26, de Louis Spohr, fue compuesto en Gotha en 1808, comisionado por el Duque Günther Friedrich Karl I de Sonderhausen, y estrenado en 1809 por el clarinetista Johann Simon Hermstedt.

## Contexto
Después de comenzar a hacer conciertos como miembro de la orquesta del Teatro de Braunschweig, Spohr consigue el mecenazgo del duque Carl Wilhelm Ferdinand de Brunswick. En abril de 1802 el duque contrata a Franz Eck, uno de los representantes directos de la Escuela de Mannheim, y organiza una gira por San Petersburgo, en la que participa Spohr, con sólo dieciocho años, como pupilo de Eck. Como resultado del éxito de estos conciertos y de las diversas reseñas que el crítico musical Friedrich Rochlitz publica en el ampliamente difundido Leipziger allgemeine Musikalische Zeitung, Spohr fue invitado a realizar una prueba para la posición de concertino en Gotha, consiguiendo la plaza en agosto de 1805. Spohr se trasladará a vivir a Gotha hasta 1812, desarrollando sus habilidades como director, y ampliando su experiencia como compositor, dentro de una ciudad con unas políticas relativamente progresistas y una atmósfera cultural liberal y moderna. Spohr ingresa en la sociedad liberal masónica, uniéndose a la logia "Ernst zum Kompass"

## Sobre el concierto
El concierto para clarinete no. 1 opus 26 fue compuesto en 1808, durante esos años de estancia en Gotha. Es el primero de una serie de cuatro conciertos encargados por el Duque Günther Friedrich Karl I de Sondershausen para el virtuoso clarinetista Johann Simon Hermstedt, asalariado del duque en su orquesta de cámara. Después de escribir el concierto, Spohr visitó Sondershausen, donde había sido invitado por Hermstedt para escuchar a la banda que el mismo clarinetista dirigía. Impresionado, Spohr invitó a Hermstedt a participar en un concierto que él organizaba al día siguiente. Hermstedt interpretó, junto con Spohr como primer violín, el Quinteto de Mozart K.581 ante una audiencia embelesada. El éxito de este concierto ayudó a cimentar una profunda amistad que acabó por convertirse en un compromiso duradero entre los dos músicos; Hermstedt continuó tocando la música de Spohr durante más de veinte años desde la composición del primer concierto.
Los tres primeros conciertos están escritos para clarinete en si bemol (el opus 26, no. 1 de 1808; el opus 57, no. 2 de 1810; el Woo 19, no. 3 de 1821) y un cuarto para clarinete en la (Woo 20, no. 4 de 1828). Aunque primer concierto estuvo finalizado a finales de enero de 1809, no fue publicado por Kühnel hasta 1812.
En la autobiografía de Spohr podemos leer su reacción a la petición de Hermstedt: 
"De buen grado acepté la proposición, debido a la gran destreza técnica que Hermstedt tenía, además de la belleza de su sonido y la validez de la entonación. Me sentí en plena libertad para abandonarme a mi imaginación. Después de familiarizarme con las técnicas del instrumento con la ayuda de Hermstedt, me puse rápidamente a trabajar y lo completé en unas pocas semanas. Esto originó el concierto en do menor, con el que Hermstedt cosechó un gran éxito en sus giras de conciertos. Esencialmente, él está en deuda con el concierto por la reputación que le reportó. Le traje [el concierto] yo mismo en una visita a Sondershausen a finales de enero de 1809, y fui a instruirle en la correcta forma de interpretación”.
El resultado de este concierto proyectó notablemente las carreras de Spohr y de Hermstedt, y se convirtió en una revolución en la técnica interpretativa del clarinete, debido a los complejos pasajes que aparecen durante todo el concierto, tanto para la digitación como por el registro tímbrico que logra. Spohr, en el prefacio de la edición de 1810, se ver obligado a explicar las dificultades que existían en la parte del solista:
"Presento los clarinetistas un concierto, compuesto hace más de dos años para mi amigo, el director musical Hermstedt de Sondershausen. Dado que en ese momento mi conocimiento del clarinete era bastante limitado, tuve poco en cuenta sus dificultades y escribí algunos pasajes que, al clarinetista a primera vista, podrían parecer imposibles de ejecutar. No obstante, el señor Hermstedt, lejos de pedirme que alterara estos pasajes, buscó perfeccionar la técnica con su instrumento y, fruto de un trabajo constante, llegó pronto a tal dominio que su clarinete no produjo nunca más notas discordantes, veladas o inciertas".
Se trata de un concierto repleto de cromatismos, donde el intérprete necesita una gran agilidad técnica, poco frecuente en la época, así como un control avanzado de los matices, y facilidad en la ejecución de las escalas cromáticas y los arpegios. Las modulaciones en el concierto son contrastantes y explotan los recursos del instrumento, llegando a los límites de la época, así como las transiciones cromáticas entre tonalidades. Fruto de estas dificultades técnicas, los clarinetistas tuvieron que ir modificando progresivamente su instrumento, añadiendo unas nuevas llaves hasta llegar a un total de trece, para poder interpretar este concierto, en lugar de hacerlo con los clarinetes habituales de finales del siglo XVIII, que contaban sólo con cinco o seis llaves. El concierto, que fue estrenado en 1809, con Spohr como director, se interpretó con estos nuevos clarinetes, así como los que se realizaron en las sucesivas giras por diferentes ciudades de Europa.

## Estructura
El concierto se estructura en tres movimientos; un primer Adagio - Allegro en Do menor, con el desarrollo clásico de la forma sonata, con una introducción en adagio del primer tema, que seguido de un pequeño desarrollo, es repetido en forma de allegro por el clarinete. Se estructura con el primer tema en Do menor, seguido de un segundo tema en Mi bemol mayor y vuelta al primer tema en Do menor. El desarrollo se establece en la tonalidad de La bemol mayor, con el segundo tema en Do mayor, para volver a la reexposición en Do menor y concluir en una coda en Do mayor. El segundo movimiento, Adagio, en La bemol mayor y sin desarrollo, se estructura a partir de una sencilla línea melódica acompañada de la sección de cuerdas de la orquesta. El tercer movimiento es un Rondó, que emplea el mismo esquema tonal que el primero pero terminando en Do menor, pidiendo igualmente, sin embargo, una habilidad técnica considerable, los trinos y pasajes rápidos.